# Евритопні організми

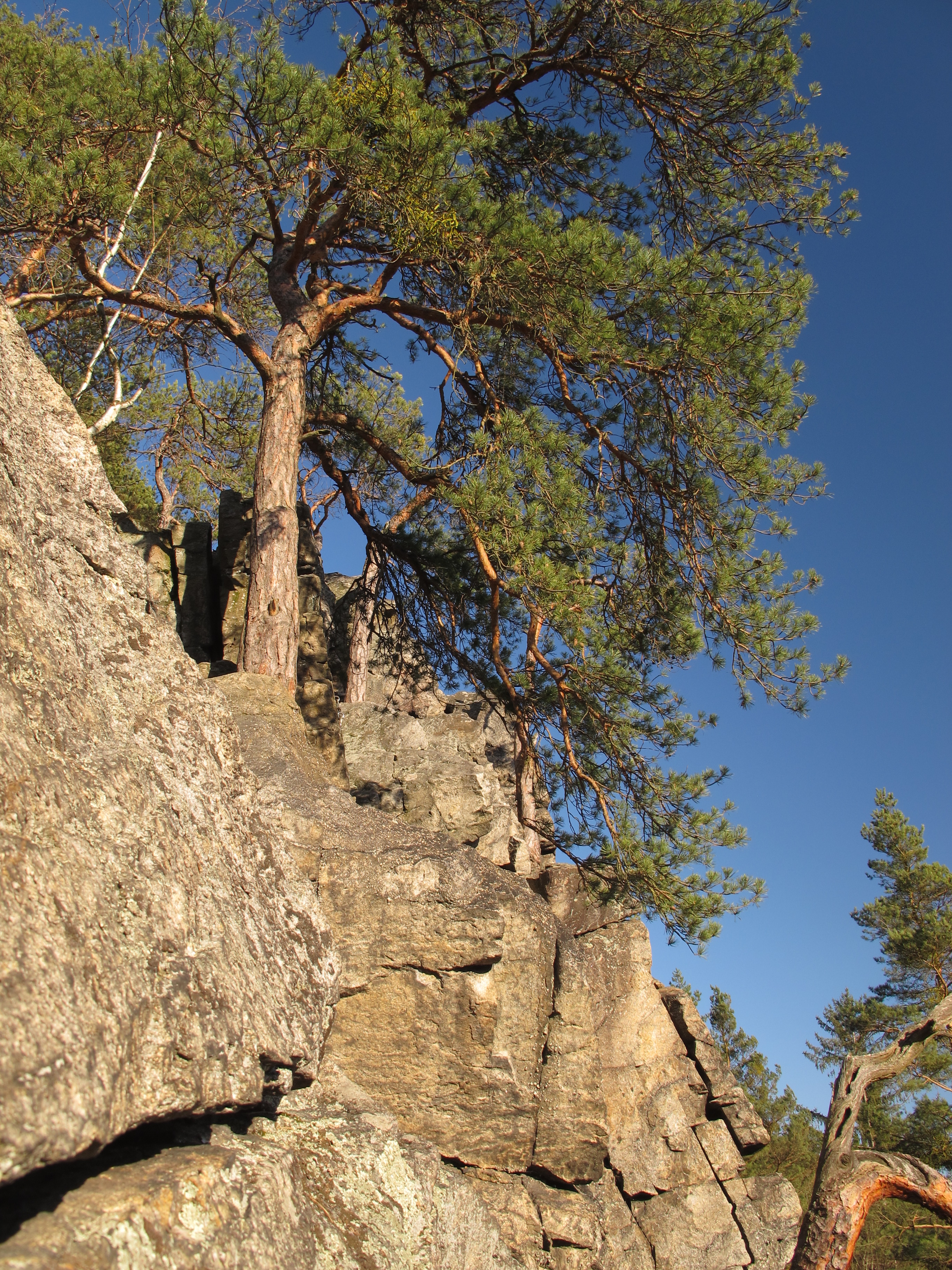
Сосона звичайна Pinus sylvestris L. на кам'янистих відслоненнях

Евритопні організми — (грец. εὐρυς — «поширений» і грец. τόπος — «місце») — рослини та тварини здатні проживвати у найрізноманітніших умовах навколишнього середовища та здатні витримувати різні умови без шкоди для себе.
Хоча вид може бути витривалим до певних умов, це не означає що він є екологічно валентним для даного середовища. В залежності від чинників по відношенню до середовища, у якому знаходиться вид, він може бути як евритопним, так і стенотопним до інших чинників.
Як приклад евритропних організмів можна навести сосну звичайну Pinus sylvestris L., яка здатна проживати на різних ґрунтах — піщаних, суглинистих, сфагнових болотах, крейдяних та кам'янистих відслоненнях, та у різних зонах, зокрема лісотундрі та степовій зоні. Серед тваринного світу — миша полівка Microtus ex grex arvalis, яка живе у степах, на полях, луках, узліссях.